# Élections législatives norvégiennes de 1945
Les élections législatives norvégiennes de 1945 (Stortingsvalet 1945, en norvégien) se sont tenues le 8 octobre 1945, afin d'élire les cent cinquante députés du Storting pour un mandat de quatre ans. Il s'agit des premières élections d'après-guerre.

## Résultats nationaux
Le Parti travailliste avec 76 députés obtient la majorité absolue, ce qui n'était plus arrivé depuis 1915. Les travaillistes ne perdront la majorité absolue qu'aux élections de 1961.
Les résultats détaillés sont les suivants,:
| Partis                                                              | Nombre de votes | %      | +/-   | Sièges | +/-  |
| ------------------------------------------------------------------- | --------------- | ------ | ----- | ------ | ---- |
| Parti travailliste (Ap)                                             | 609 348         | 41,0 % | -1,5  | 76     | + 6  |
| Parti conservateur (H)                                              | 252 608         | 17,0 % | -4,3  | 25     | - 11 |
| Parti libéral (V)                                                   | 204 852         | 13,8 % | -2,2  | 20     | - 3  |
| Parti communiste (NKP)                                              | 176 535         | 11,9 % | +11,6 | 11     | + 11 |
| Parti des paysans (SP)                                              | 119 362         | 8,1 %  | -3,4  | 10     | - 8  |
| Parti populaire chrétien (KrF)                                      | 117 813         | 7,9 %  | +6,6  | 8      | + 6  |
| Parti des pêcheurs et des petits propriétiaires de Sogn og Fjordane | 4 654           | 0,3 %  | +0,3% | 0      | -    |
| Divers                                                              | 53              | 0,0 %  | -7,1% | 0      | -1   |
| Total                                                               | 1 498 194       | 100 %  |       | 150    | 0    |

## Résultats dans les comtés
Le tableau ci-dessous présente les résultats des élections au niveau des comtés:
|                  | Ap   | H    | V    | NKP  | SP   | KrF  | Divers |
| ---------------- | ---- | ---- | ---- | ---- | ---- | ---- | ------ |
| Østfold          | 43.2 | 15.2 | 3.4  | 11.9 | 7.5  | 18.8 | 0.0    |
| Akershus         | 39.7 | 25.6 | 4.8  | 13.2 | 6.0  | 10.7 | 0.0    |
| Oslo             | 40.2 | 29.9 | 3.7  | 16.6 | 0.0  | 9.6  | 0.0    |
| Hedmark          | 53.4 | 9.9  | 5.4  | 19.0 | 12.3 | 0.0  | 0.0    |
| Oppland          | 47.5 | 4.5  | 17.3 | 9.7  | 21.0 | 0.0  | 0.0    |
| Buskerud         | 49.3 | 23.7 | 3.1  | 16.1 | 7.7  | 0.0  | 0.0    |
| Vestfold         | 41.0 | 28.1 | 13.8 | 9.4  | 7.6  | 0.0  | 0.0    |
| Telemark         | 42.7 | 9.4  | 19.0 | 15.0 | 4.1  | 9.7  | 0.0    |
| Aust-Agder       | 42.7 | 18.6 | 24.4 | 4.6  | 9.7  | 0.0  | 0.0    |
| Vest-Agder       | 33.8 | 15.4 | 36.6 | 1.8  | 12.4 | 0.0  | 0.0    |
| Rogaland         | 34.8 | 14.7 | 26.1 | 7.4  | 9.4  | 7.7  | 0.0    |
| Hordaland        | 27.7 | 11.2 | 20.6 | 7.9  | 5.8  | 26.8 | 0.0    |
| Bergen           | 28.1 | 17.8 | 18.6 | 25.0 | 0.0  | 7.6  | 2.9    |
| Sogn og Fjordane | 30.1 | 11.1 | 31.1 | 0.0  | 21.1 | 0.0  | 6.7    |
| Møre og Romsdal  | 31.4 | 5.8  | 20.0 | 4.1  | 12.7 | 26.0 | 0.0    |
| Sør-Trøndelag    | 41.9 | 14.7 | 14.3 | 12.0 | 8.8  | 8.0  | 0.2    |
| Nord-Trøndelag   | 46.2 | 5.0  | 20.0 | 7.3  | 21.5 | 0.0  | 0.0    |
| Nordland         | 49.9 | 19.2 | 13.1 | 12.4 | 5.4  | 0.0  | 0.0    |
| Troms            | 55.6 | 12.1 | 18.9 | 13.3 | 0.0  | 0.0  | 0.0    |
| Finnmark         | 60.5 | 10.9 | 7.2  | 21.5 | 0.0  | 0.0  | 0.0    |